# Laserski pisač
Laserski pisač ispisuje na papir uz pomoć lasera, koji osvjetljava bubanj i time električki nabije površinu bubnja. Potom bubanj prolazi kroz toner gdje se na nabijene dijelove bubnja love fine čestice tinte u prahu, a potom papir prelazi preko bubnja i poslije prolaska papira kroz grijač tinta je zalijepljena na papiru. Najkorisniji je u ispisivanju tekstova, jer postiže bitno veće brzine od igličnih pisača (od 4-20 stranica u minuti u kategoriji kućnih pisača). Može ispisivati i u boji.
Način rada laserskih pisača je uvelike sličan radu fotokopirnog stroja. Tehnologija ispisa veže se uz fotoosjetljivi bubanj koji zaprima elektrostatski naboj svaki puta kada ga laserska zraka obasja. Mjesta 'označena' laserom na sebe privlače toner i ostavljaju trag na papiru. Kvaliteta ispisa laserskih pisača stoga nije vezana s fizičkom izvedbom mehaničkih komponenti, nego s finoćom pomaka koračnog motora koji rotira bubanj i s granulacijom tonera, čije čestice moraju biti dovoljno sitne da odgovaraju finim laserskim pulsiranjima ili, drugim riječima, deklariranoj rezoluciji pisača. Ne koriste svi laserski pisači istu tehnologiju ispisa, no osnovni način rada isti je za svaki model.
Osnovni način rada laserskog pisača možemo prikazati kao niz osnovnih koraka:
1. osvjetljavanje fotosenzitivnog bubnja laserskom zrakom (elektrostatsko nabijanje osvijetljenih dijelova);
2. privlačenje tonera (praha) na nabijena mjesta zbog elektrostatskog privlačenja;
3. prijenos tonera s bubnja na papir;
4. učvršćivanje boje na papiru zagrijavanjem papira.

Osnovni dio laserskog pisača je fotoosjetljivi bubanj (2) koji ima svojstvo da može generirati i pohraniti naboj na osvijetljenim mjestima kako bi se slika dokumenta kojeg treba ispisati prenijela na bubanj. Prvo valjak za nabijanje (engl. charging roller) ili korona (engl. corona wire) (3), ovisno o proizvođaču, naelektriziraju cijeli bubanj pozitivnim ili negativnim nabojem (opet, ovisno o proizvođaču). Nakon toga na osnovu rasterske slike dokumenta kojeg je potrebno prenijeti na papir laserska zraka (4) se vrlo brzo pali i gasi i pogađa rotirajuće zrcalo (5) koje ju reflektira na bubanj. Time laserska zraka prolazi bubnjem u horizontalnim linijama, pogađajući samo ona područja na kojima mora biti ispisana točka. Pogođena (osvijetljena) područja bubnja mijenjaju naboj, tako da je on suprotan početnom naboju valjka. Nakon što laserska zraka prođe kroz cijeli redak, koračni motor okrene bubanj te se postupak ponavlja za idući redak i to sve u vrlo brzim koracima. Sljedeće, "iscrtani dio valjka" ostvaruje kontakt s valjkom u toneru (engl. developer roller) (6) koji je uronjen u sitne čestice tonera smještene u spremniku tonera (engl. toner cartridge) (7). Naboj čestica tonera je suprotan naboju na osvjetljenim područjima valjka što uzrokuje ljepljenje čestica tonera za osvjetljene dijelove valjka.  Na taj način se na valjku stvara negativ slike koja se treba otisnuti na papiru.
U međuvremenu remen ili valjak (8) uvlače papir iz ladice (9) koji prolazi kroz prijelazni valjak (engl. transfer roller) ili žicu za naboj (engl. charging wire) (10) čija je zadaća naelektrizirati papir nabojem koji je suprotan naboju na česticama tonera. Iz tog se razloga, kada papir dođe u kontakt s valjkom, čestice tonera s valjka zalijepe na papir. Mehanizam za čišćenje (11) tada očisti bubanj (uklanja čestice tonera koje se eventualno nisu primile za papir) kako bi proces mogao početi iz početka.
Na papiru su još uvijek zalijepljene čestice tonera, ali samo na temelju elektrostatskog privlačenja, pa se stoga lako skidaju. Iz tog razloga na kraju procesa papir prolazi kroz komoru za fiksiranje (12) koja se sastoji od grijača (engl. fuser) i valjaka gdje se na približno 200°C toner otapa i po pritiskom trajno zalijepi za papir.
Postoje i laserski pisači u boji koji imaju četiri tonera, svaki za jednu boju, te mehanizme s jednom ili više laserskih zraka. Razlikujemo dvije različite izvedbe: s jednim bubnjem i s četiri bubnja, svaki za po jednu boju. Neovisno o izvedbi, kod pisača u boji je dodan tzv. prijelazni remen (engl. transfer belt) iz razloga što je direktni zapis na papir uzrokovao određenu nepreciznost odnosno vrlo male razlike u poravnanju svake boje prilikom ispisa. Sav zapis se prvo prenese s bubnja na prijelazni remen, a onda s tog remena na papir. Osim toga, zbog zapisa na prijelazni remen, broj prolaza papira kod pisača s jednim bubnjem se smanjio na samo jedan prolaz, dok 4 prolaza, svaki za jednu boju, zapravo odrađuje prijenosni remen.
Kod višeprolaznih pisača koji podrazumijevaju izvedbu s jednim bubnjem postupak iscrtavanja slike se provodi posebno za svaku boju, odnosno 4 puta što daje 4 ciklusa ili prolaza za jednu stranicu. Samim time, taj je pisač 4 puta sporiji od pisača s 4 bubnja. Prvo se iscrta matrica na bubnju za jednu boju i to za cijelu stranicu i bubanj ostvari kontakt s prvim tonerom čije se čestice lijepe za njega. Nakon toga bubanj ostvaruje kontakt s prijelaznim remenom, te se čestice tonera s bubnja zalijepe za remen. Bubanj se očisti i ponovno se iscrtava matrica, ali ovaj puta za drugu boju. Sada bubanj ostvaruje kontakt s drugim tonerom čije se čestice lijepe za njega. Prijelazni remen se okreće na početak i ponovno ostvaruje kontakt s bubnjem čime se čestice tonera druge boje lijepe za njega. I tako se proces ponavlja za sve boje odnosno bubanj napravi kompletna 4 prijelaza za cijelu stranicu (za svaku boju po jedan prijelaz). Rezultat je sadržaj cijele stranice na prijelaznom remenu. Nakon toga se uvlači papir koji ostvaruje kontakt s remenom, te se na taj način sve boje s remena prenesu na papir koji nakon toga prolazi kroz komoru za zagrijavanje.
Kod jednoprolaznih pisača proces ispisa je mnogo brži jer postoje četiri bubnja, svaki za po jednu boju, te više laserskih zraka (obično 4) koje na svakom bubnju iscrtaju samo onaj dio slike dokumenta koji će taj bubanj otisnuti (ovisno o tome koji bubanj otiskuje koju boju). Time će jednim prolaskom prijelaznog remena kroz sve bubnjeve na kraju procesa sve boje biti zaljepljene na papir. Nakon toga se uvlači papir koji ostvaruje kontakt s remenom, te se na taj način sve boje s remena prenesu na papir koji nakon toga prolazi kroz komoru za zagrijavanje.
Laserski pisači su danas vrlo popularni zbog visoke kvalitete ispisa i relativno niskih troškova. S vremenom je konkurencija u ovom segmentu postala sve veća, tako da je cijena laserskih pisača dosta pala, a kvaliteta ispisa se povećala, s prosječnom rezolucijom od 1200 dpi. Usprkos brzom razvoju tintnih pisača, laserski su još uvijek nezamjenjivi u poslovima gdje je potrebna velika brzina i kvaliteta ispisa, a cijena ispisa je vrlo važna, kao i pouzdanost u radu te velik broj ispisanih stranica.
Alternativa laserskim pisačima su LED pisači čiji je cilj zamijeniti tehnologiju i nedostatke laserskih pisača. Naime, laserski pisači, zbog tehnologije ispisa imaju dosta pokretnih dijelova – laser, zrcalo, i sl. 
LED pisači imaju mnogo manje pokretnih dijelova te time povećavaju pouzdanost odnosno trajnost uređaja. Takvi se pisači sastoje od niza LED dioda smještenih u nekoliko redova po cijeloj širini stranice A4 papira, odnosno po cijeloj širini bubnja. LED diode zapravo zamjenjuju laser kao izvor svjetlosti kod ovih pisača. Paljenjem pojedinih LED dioda mijenja se naboj na bubnju koji se okreće i na taj način se iscrtava rasterska slika na bubnju. Daljnji postupak je isti kao i za laserske pisače.  To zapravo znači da ovi pisači, osim rotirajućeg bubnja i valjaka koji uvlače papir nemaju drugih pokretnih dijelova. Zbog problema s gustoćom LED dioda, ovi pisači postižu nešto niže rezolucije od laserskih pisača (do 1200 dpi dok laseri postižu i do 2400 dpi), no i to je sasvim dovoljno za kućnu i uredsku upotrebu.